# Cantonul Landrecies
Cantonul Landrecies este un canton din arondismentul Avesnes-sur-Helpe, departamentul Nord, regiunea Nord-Pas-de-Calais, Franța.

## Comune
- Bousies
- Croix-Caluyau
- Le Favril
- Fontaine-au-Bois
- Forest-en-Cambrésis
- Landrecies (Landeschie) (reședință)
- Maroilles (Marolle)
- Preux-au-Bois
- Prisches
- Robersart